# Biathlon-Weltmeisterschaften 2021
Die 52. Biathlon-Weltmeisterschaften fanden vom 10. bis 21. Februar 2021 auf der slowenischen Hochebene Pokljuka statt. Nach 2001 wurden die Titelkämpfe zum zweiten Mal dort ausgetragen. Als Veranstaltungsort war ursprünglich die russische Stadt Tjumen ausgewählt worden, aber im Zuge der Erkenntnisse aus dem McLaren-Report forderte die IBU den russischen Biathlonverband auf, die Weltmeisterschaften zurückzugeben. Da dies nicht geschah, wurde Russland die Austragung der WM wieder entzogen.

## Wahl des Veranstalters

### Ursprüngliche Vergabe
Anfang September 2016 entschieden die Delegierten des Biathlon-Weltverbandes IBU auf ihrem Kongress in der moldauischen Hauptstadt Chișinău über die Vergabe sowohl der Weltmeisterschaften 2020 als auch der Weltmeisterschaften 2021. Beworben hatten sich zunächst fünf Orte. Oberhof in Thüringen zog die Bewerbung für 2021 zurück, nachdem die Nordischen Skiweltmeisterschaften 2021 im Juni 2016 nach Deutschland vergeben worden waren, da nach Ansicht des Deutschen Skiverbandes bei zwei unmittelbar aufeinander folgenden Großveranstaltungen im gleichen Land viele positive Effekte verpuffen würden. Die Bewerbung von Antholz in Südtirol wurde obsolet, nachdem sich dieses bei der Vergabe für 2020 durchgesetzt hatte. Von den verbliebenen drei Kandidaten setzte sich Tjumen bereits im ersten Wahlgang mit 25 Stimmen gegen die Pokljuka in Slowenien mit 13 und Nové Město na Moravě in Tschechien mit 10 Stimmen durch.
| Ergebnis der Wahl des Austragungsortes 2021 | Ergebnis der Wahl des Austragungsortes 2021 | Ergebnis der Wahl des Austragungsortes 2021 |
| Ort                                         | Land                                        | Stimmen                                     |
| ------------------------------------------- | ------------------------------------------- | ------------------------------------------- |
| Tjumen                                      | Russland                                    | 25                                          |
| Pokljuka                                    | Slowenien                                   | 13                                          |
| Nové Město                                  | Tschechien                                  | 10                                          |

### Entzug der Weltmeisterschaften
Die Entscheidung für Tjumen löste Verwunderung aus, da es im Zusammenhang mit der Veröffentlichung des ersten McLaren-Reports im Sommer 2016 zu schweren Vorwürfen wegen organisierten Dopings gegen russische Sportverbände gekommen war. Infolgedessen hatte das Internationale Olympische Komitee den ihm angeschlossenen sieben Wintersportverbänden empfohlen, bis auf Weiteres keine Großveranstaltungen mehr an Russland zu vergeben. Zudem handelte es sich bei der Vergabe um einen Bruch des Welt-Anti-Doping-Codes der Welt-Anti-Doping-Agentur (WADA), den die IBU unterzeichnet hatte. Laut Artikel 20.3.11 des Codes sind Internationale Fachverbände dazu verpflichtet, „alles in ihrer Kraft stehende [zu] tun, um Weltmeisterschaften nur an solche Länder zu vergeben, [...] in denen [...] die nationale Anti-Doping-Organisation den Code [einhält]“. Da die russische Nationale Anti-Doping-Agentur RUSADA am 18. November 2015 von der WADA für nicht-konform mit dem Code erklärt worden war, hätte der Vorstand der IBU nach Einschätzung der Externen Überprüfungskommission (siehe unten) Tjumen nicht als Kandidat zulassen dürfen, zumal es zwei weitere Bewerber gab.
Wie ebenfalls aus dem Abschlussbericht der Kommission hervorgeht, forderte die WADA die IBU in Person von Generalsekretärin Nicole Resch nach der Vergabe mehrfach erfolglos dazu auf, sich zu erklären. Schließlich drohte der Compliance-Manager der WADA intern damit, die IBU möglicherweise ebenfalls für nicht-konform mit dem Code zu erklären, was zu einem Ausschluss des Sports von den Olympischen Winterspielen 2018 hätte führen können, und forderte, dass der Vorstand Russland die WM entzieht. Zusätzlich kamen nach der Veröffentlichung des zweiten McLaren-Reports im Dezember 2016, in dem 31 russische Athleten genannt wurden, Forderungen der Sportler nach härteren Sanktionen gegenüber Russland auf, welche zu einem außerordentlichen IBU-Kongress im Rahmen der Weltmeisterschaften 2017 führten. Im Zuge dieses Kongresses forderte der Vorstand den russischen Biathlonverband RBU auf, bis zum 24. Februar 2017 freiwillig auf die Durchführung der Weltmeisterschaften zu verzichten, anderenfalls werde Tjumen die Veranstaltung entzogen.
Die RBU ließ umgehend verlautbaren, dass eine freiwillige Rückgabe nicht in Frage käme. Gegen einen zwangsweisen Entzug werde man rechtliche Schritte prüfen. Anfang März 2017 gab die IBU bekannt, dass die Weltmeisterschaften Russland entzogen wurde und auf dem Verbandskongress 2018 neu vergeben werden solle.

### Razzia im Hauptquartier der IBU und Vorwurf des Stimmenkaufs
Das österreichische Bundeskriminalamt durchsuchte am 10. April 2018 die Geschäftsräume der IBU in Salzburg. Die Razzia, die in Koordination mit der norwegischen Polizei sowie mit Interpol durchgeführt wurde, stand laut Auskunft der Welt-Anti-Doping-Agentur im Zusammenhang mit Doping. Ermittelt wurde insbesondere gegen den Präsidenten Anders Besseberg sowie die Generalsekretärin Nicole Resch.
Die WADA warf Besseberg unter anderem vor, er „soll sich mit bezahlten Jagdausflügen nach Russland und der Vermittlung von Prostituierten bestechen lassen haben“, um sich für eine Vergabe der Biathlon-Weltmeisterschaften 2021 an Tjumen einzusetzen. Zusätzlich soll es von russischer Seite Stimmenkauf zugunsten der Bewerbung Tjumens gegeben haben. Dabei sollen bis zu 100.000 Euro an Mitglieder des IBU-Kongresses geflossen sein.
Eine Externe Überprüfungskommission, die von der IBU zur Untersuchung der Vorwürfe gegen Besseberg und Resch eingesetzt wurde, gab in ihrem Abschlussbericht im Januar 2021 an, Beweise für die Bestechung Besseberg von russischer Seite gefunden zu haben. Die Vorwürfe des Stimmenkaufs hingegen ließen sich mit den Mitteln der Kommission nicht stichhaltig beweisen.

### Erneute Vergabe
Für die erneute Vergabe der Weltmeisterschaften hatte sich ausschließlich die bei der ersten Wahl zweitplatzierte Pokljuka beworben. Nové Město, welches sich ursprünglich auch für diese Weltmeisterschaften beworben hatte, bewarb sich stattdessen für die Austragung der Weltmeisterschaften 2023.
Am 9. September 2018 vergab die IBU die Titelkämpfe auf ihrem Kongress im kroatischen Poreč an die Pokljuka.

## Wettbewerbe
Die Weltmeisterschaften waren der Höhepunkt des Biathlon-Weltcups 2020/21 und gehen in dessen Wertung mit ein.
Wie schon bei den Weltmeisterschaften der letzten beiden Jahre wurden mit Sprint, Verfolgung, Einzelwettkampf, Massenstart und Staffel je fünf Disziplinen für Frauen und Männer sowie als elfter und zwölfter Wettbewerb die Mixed-Staffel und die Single-Mixed-Staffel ausgetragen.

## Veranstaltungsort

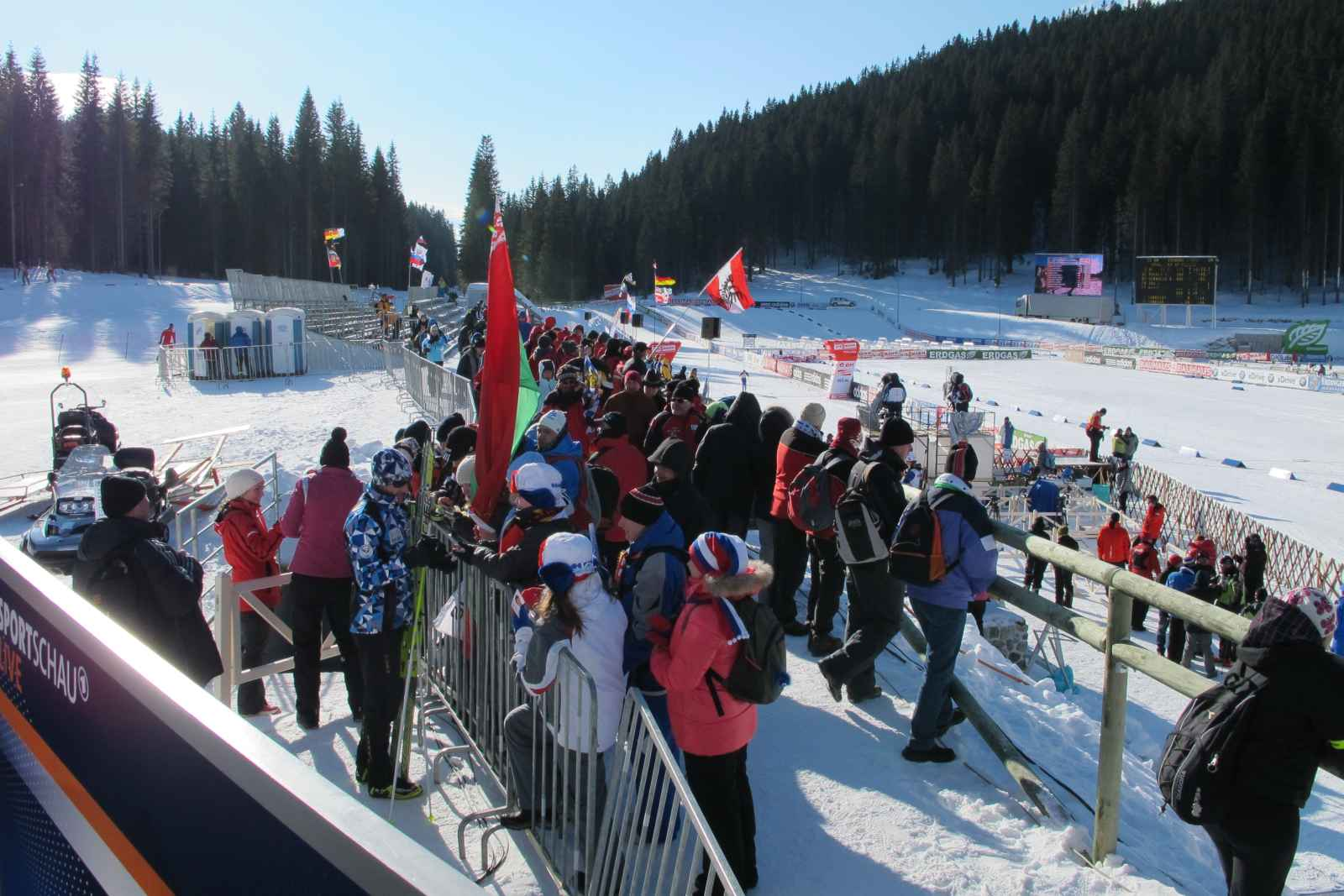
Das Stadion im Jahr 2010

Die Pokljuka ist eine bewaldete, dünn besiedelte Hochebene in den Julischen Alpen und Teil des Nationalpark Triglav. Das Biathlonstadion befindet sich auf etwa 1300 Meter Meereshöhe in der Nähe des Dorfes Rudno Polje im Gemeindegebiet von Bohinj in der Region Oberkrain (Gorenjska). Während der Weltmeisterschaften ist es ausschließlich per Shuttle-Bus aus Bled zu erreichen, wo sich das Organisationskomitee befindet und die meisten Athleten während der WM übernachten.
Auf der Pokljuka finden seit der Saison 1992/93 mit wenigen Ausnahmen jährlich Rennen des Biathlon-Weltcups statt, zudem war sie Ausrichter der Biathlon-Weltmeisterschaften 2001.
Die Eröffnungsfeier und die Medaillenvergaben am Abend des jeweiligen Wettkampfs sollen am Ufer des Bleder Sees in Bled stattfinden. Die Medaillenvergaben am letzten Wettkampftag und die Schlussveranstaltung sollen direkt im Stadion abgehalten werden.

### Renovierungsarbeiten
Aufgrund der Vergabe der Weltmeisterschaften wurden bereits im Sommer 2019 einige Renovierungsarbeiten an der Biathlonanlage auf der Pokljuka vorgenommen. So wurden die Langlaufloipen verbreitert und durch Arbeiten am Gelände und Änderungen beim Streckenverlauf so umgestaltet, dass die einzelnen Laufrunden mehr Höhenmeter umfassen und dadurch anspruchsvoller sind. Im Bereich des Stadions wurde die Streckenführung so verändert, dass neue Zuschauerbereiche eingerichtet werden konnten. Auch auf den Tribünen sollten mehr Zuschauer Platz finden.
Nachdem diese Veränderungen beim Biathlon-Weltcup im Januar 2020 getestet worden waren, nahmen die Organisatoren im Sommer 2020 weitere kleine Arbeiten an den Loipen vor. So wurden enge Kurven entschärft und Unebenheiten im Boden entfernt.

### Organisationskomitee
Präsident des Organisationskomitees der Weltmeisterschaften ist seit Juni 2020 Jelko Kacin.

## Auswirkungen der COVID-19-Pandemie
Trotz der COVID-19-Pandemie in Slowenien setzte das Organisationskomitee die Vorbereitung der Weltmeisterschaften zunächst planmäßig fort. Im September 2020 gab die Internationale Biathlon-Union dann ebenfalls bekannt, dass die Veranstaltung trotz Veränderungen am Kalender des Biathlon-Weltcups 2020/21 wie geplant stattfinden solle.
Im Dezember 2020, zwei Monate vor Beginn der Veranstaltung, gab das Organisationskomitee bekannt, dass nach Absprache mit der IBU und den slowenischen Gesundheitsbehörden anstatt der ursprünglich geplanten 12.000 maximal 500 Zuschauer zu den Wettkämpfen zugelassen werden. Fünf Tage vor Beginn der Veranstaltung entschieden die slowenischen Behörden schließlich aufgrund der epidemischen Lage keine Zuschauer zuzulassen.
Gemäß der Vorgaben der IBU sollen während der Weltmeisterschaften wie während der gesamten Weltcupsaison die teilnehmenden Mannschaften, die Organisatoren und freiwilligen Helfer sowie die Presse streng voneinander getrennt und regelmäßig auf SARS-CoV-2 getestet werden.

## Regeländerungen
Zu den Weltmeisterschaften 2021 wurde vom Weltverband zusätzlich zu den Wertungstrikots des Weltcups ein goldenes Trikot eingeführt. Nach Vorbild der FIS tragen dieses die Titelverteidiger der jeweiligen Disziplin aus dem Vorjahr. Das zu Beginn der Saison neu eingeführte blaue Trikot für den punktbesten Athleten im Gesamtweltcup unter 25 Jahren kam ebenfalls erstmals bei Weltmeisterschaften zum Einsatz.
Aufgrund einer von der WADA im Zuge der russischen Staatsdoping-Affäre ausgesprochenen Sperre, die vom CAS abgeändert wurde, galten bei Weltmeisterschaften eingeschränkte Teilnahmebedingungen für Russland. So durften russische Athleten weder unter dem Ländernamen noch unter russischer Flagge antreten und russische Staatssymbole durften nicht gezeigt werden. Die Athleten traten stattdessen unter der englischen Abkürzung RBU (Russian Biathlon Union, russisch Союз биатлонистов России / Biathletenverband Russlands) und unter einer Flagge mit einer farblosen Variante des Logos der RBU an.
2021 wurde erstmals bei Weltmeisterschaften von der zur Saison 2018/19 eingeführten Möglichkeit Gebrauch gemacht, dass bei Mixed- und Single-Mixed-Staffeln die Startreihenfolge umgekehrt werden kann, d. h. dass zuerst die Männer und dann die Frauen starten. Die Rundenlänge der Mixed-Staffel beträgt erstmals einheitlich 7,5 km. Bisher hatte es unterschiedliche Längen für Männer und Frauen bzw. generell nur 6 km gegeben.

## Zeitplan
| Datum                    | Männer    | Männer                               | Frauen                               | Frauen                               |
| ------------------------ | --------- | ------------------------------------ | ------------------------------------ | ------------------------------------ |
| Di, 09. Februar          |           | Eröffnungsfeier                      | Eröffnungsfeier                      | Eröffnungsfeier                      |
| Mi, 10. Februar          | 15:00 Uhr | Mixed-Staffel (4 × 7,5 km)           | Mixed-Staffel (4 × 7,5 km)           | Mixed-Staffel (4 × 7,5 km)           |
| Fr, 12. Februar          | 14:30 Uhr | Sprint (10 km)                       |                                      |                                      |
| Sa., 13. Februar         |           |                                      | 14:30 Uhr                            | Sprint (7,5 km)                      |
| So, 14. Februar          | 13:15 Uhr | Verfolgung (12,5 km)                 | 15:30 Uhr                            | Verfolgung (10 km)                   |
| Di, 16. Februar          |           |                                      | 12:05 Uhr                            | Einzel (15 km)                       |
| Mi, 17. Februar          | 14:30 Uhr | Einzel (20 km)                       |                                      |                                      |
| Do, 18. Februar          | 15:15 Uhr | Single-Mixed-Staffel (6 km + 7,5 km) | Single-Mixed-Staffel (6 km + 7,5 km) | Single-Mixed-Staffel (6 km + 7,5 km) |
| Sa., 20. Februar         | 15:00 Uhr | Staffel (4 × 7,5 km)                 | 11:45 Uhr                            | Staffel (4 × 6 km)                   |
| So, 21. Februar          | 15:15 Uhr | Massenstart (15 km)                  | 12:30 Uhr                            | Massenstart (12,5 km)                |
| Alle Zeitangaben in MEZ. |           |                                      |                                      |                                      |

## Medaillenspiegel
Erstmals seit den Weltmeisterschaften 2009 konnte das Gastgeberland keine Medaillen gewinnen. Für die deutsche Mannschaft war es die geringste Ausbeute seit 2013.
| Platz | Nation      | Gold | Silber | Bronze | Gesamt |
| ----- | ----------- | ---- | ------ | ------ | ------ |
| 01    | Norwegen    | 7    | 3      | 4      | 14     |
| 02    | Frankreich  | 2    | 2      | 3      | 7      |
| 03    | Schweden    | 1    | 3      | 2      | 6      |
| 04    | Österreich  | 1    | 2      | 0      | 3      |
| 05    | Tschechien  | 1    | 0      | 0      | 1      |
| 06    | Deutschland | 0    | 2      | 0      | 2      |
| 07    | Belarus     | 0    | 0      | 1      | 1      |
| 07    | Ukraine     | 0    | 0      | 1      | 1      |
| 07    | RBU         | 0    | 0      | 1      | 1      |
| Total | Total       | 12   | 12     | 12     | 36     |

| Platz | Athlet                     | Gold | Silber | Bronze | Gesamt |
| ----- | -------------------------- | ---- | ------ | ------ | ------ |
| 01    | Sturla Holm Lægreid        | 4    | 0      | 0      | 4      |
| 02    | Johannes Thingnes Bø       | 2    | 1      | 1      | 4      |
| 03    | Martin Ponsiluoma          | 1    | 1      | 1      | 3      |
| 04    | Émilien Jacquelin          | 1    | 0      | 1      | 2      |
| 05    | Antonin Guigonnat          | 1    | 0      | 0      | 1      |
| 05    | Tarjei Bø                  | 1    | 0      | 0      | 1      |
| 05    | Vetle Sjåstad Christiansen | 1    | 0      | 0      | 1      |
| 08    | Sebastian Samuelsson       | 0    | 2      | 2      | 4      |
| 09    | Johannes Dale              | 0    | 1      | 1      | 2      |
| 10    | Simon Eder                 | 0    | 1      | 0      | 1      |
| 10    | David Komatz               | 0    | 1      | 0      | 1      |
| 10    | Simon Desthieux            | 0    | 1      | 0      | 1      |
| 10    | Arnd Peiffer               | 0    | 1      | 0      | 1      |
| 10    | Jesper Nelin               | 0    | 1      | 0      | 1      |
| 10    | Peppe Femling              | 0    | 1      | 0      | 1      |
| 15    | Said Karimulla Chalili     | 0    | 0      | 1      | 1      |
| 15    | Alexander Loginow          | 0    | 0      | 1      | 1      |
| 15    | Matwei Jelissejew          | 0    | 0      | 1      | 1      |
| 15    | Eduard Latypow             | 0    | 0      | 1      | 1      |
| 15    | Quentin Fillon Maillet     | 0    | 0      | 1      | 1      |

| Platz | Athlet                     | Gold | Silber | Bronze | Gesamt |
| ----- | -------------------------- | ---- | ------ | ------ | ------ |
| 01    | Tiril Eckhoff              | 4    | 1      | 1      | 6      |
| 02    | Marte Olsbu Røiseland      | 2    | 0      | 0      | 2      |
| 03    | Lisa Hauser                | 1    | 2      | 0      | 3      |
| 04    | Ingrid Landmark Tandrevold | 1    | 1      | 1      | 3      |
| 05    | Markéta Davidová           | 1    | 0      | 0      | 1      |
| 05    | Julia Simon                | 1    | 0      | 0      | 1      |
| 05    | Ida Lien                   | 1    | 0      | 0      | 1      |
| 08    | Hanna Öberg                | 0    | 1      | 2      | 3      |
| 09    | Anaïs Chevalier-Bouchet    | 0    | 1      | 1      | 2      |
| 10    | Dunja Zdouc                | 0    | 1      | 0      | 1      |
| 10    | Denise Herrmann            | 0    | 1      | 0      | 1      |
| 10    | Janina Hettich             | 0    | 1      | 0      | 1      |
| 10    | Vanessa Hinz               | 0    | 1      | 0      | 1      |
| 10    | Franziska Preuß            | 0    | 1      | 0      | 1      |
| 15    | Linn Persson               | 0    | 0      | 1      | 1      |
| 15    | Hanna Sola                 | 0    | 0      | 1      | 1      |
| 15    | Darija Blaschko            | 0    | 0      | 1      | 1      |
| 15    | Olena Pidhruschna          | 0    | 0      | 1      | 1      |
| 15    | Anastassija Merkuschyna    | 0    | 0      | 1      | 1      |
| 15    | Julija Dschyma             | 0    | 0      | 1      | 1      |

## Wettkämpfe

### Männer

#### Sprint 10 km
| Platz | Sportler               | Zeit        | Schießfehler |  |
| ----- | ---------------------- | ----------- | ------------ |  |
| 1     | Martin Ponsiluoma      | 24:41,1 min | 0+0          |  |
| 2     | Simon Desthieux        | +11,2 s     | 0+0          |  |
| 3     | Émilien Jacquelin      | +12,9 s     | 1+0          |  |
| 4     | Johannes Dale          | +22,4 s     | 0+1          |  |
| 5     | Johannes Thingnes Bø   | +22,5 s     | 2+0          |  |
| 6     | Quentin Fillon Maillet | +23,9 s     | 1+0          |  |
| 7     | Sturla Holm Lægreid    | +25,7 s     | 0+0          |  |
| 8     | Sebastian Samuelsson   | +26,7 s     | 0+1          |  |
| 9     | Tarjei Bø              | +28,2 s     | 0+1          |  |
| 10    | Eduard Latypow         | +33,3 s     | 0+1          |  |
|       |                        |             |              |  |
| 13    | Lukas Hofer            | +47,6 s     | 0+1          |  |
| 16    | Simon Eder             | +56,4 s     | 0+0          |  |
| 34    | Dominik Windisch       | +1:35,5 min | 1+2          |  |
| 36    | Arnd Peiffer           | +1:37,2 min | 0+2          |  |
| 38    | David Komatz           | +1:43,0 min | 0+1          |  |
| 39    | Benedikt Doll          | +1:43,7 min | 2+2          |  |
| 44    | Martin Jäger           | +1:49,3 min | 0+2          |  |
| 45    | Johannes Kühn          | +1:57,3 min | 0+4          |  |
| 50    | Niklas Hartweg         | +2:01,5 min | 1+1          |  |
| 52    | Felix Leitner          | +2:03,1 min | 1+2          |  |
| 59    | Thierry Langer         | +2:14,5 min | 0+3          |  |
| 62    | Benjamin Weger         | +2:16,0 min | 2+1          |  |
| 66    | Erik Lesser            | +2:21,6 min | 0+2          |  |
| 67    | Julian Eberhard        | +2:23,6 min | 1+3          |  |
| 73    | Jeremy Finello         | +2:41,8 min | 1+3          |  |

Weltmeister 2020:  Alexander Loginow
Start: Freitag, 12. Februar 2021, 14:30 Uhr
Gemeldet und am Start: 104 Athleten

#### Verfolgung 12,5 km
| Platz | Sportler               | Zeit        | Schießfehler |  |
| ----- | ---------------------- | ----------- | ------------ |  |
| 1     | Émilien Jacquelin      | 31:22,1 min | 0+0+0+0      |  |
| 2     | Sebastian Samuelsson   | +7,3 s      | 0+0+0+0      |  |
| 3     | Johannes Thingnes Bø   | +8,1 s      | 0+1+1+0      |  |
| 4     | Quentin Fillon Maillet | +32,5 s     | 2+0+0+0      |  |
| 5     | Simon Desthieux        | +41,9 s     | 0+0+0+1      |  |
| 6     | Sturla Holm Lægreid    | +57,9 s     | 0+0+1+0      |  |
| 7     | Eduard Latypow         | +1:35,1 min | 0+0+1+1      |  |
| 8     | Artem Pryma            | +2:00,6 min | 0+1+2+0      |  |
| 9     | Simon Eder             | +2:03,8 min | 0+0+1+0      |  |
| 10    | Andrejs Rastorgujevs   | +2:12,1 min | 0+1+1+1      |  |
|       |                        |             |              |  |
| 15    | Lukas Hofer            | +2:27,3 min | 3+0+1+1      |  |
| 20    | Arnd Peiffer           | +2:58,0 min | 0+2+1+1      |  |
| 24    | David Komatz           | +3:09,7 min | 0+1+0+0      |  |
| 31    | Benedikt Doll          | +3:34,4 min | 1+1+3+1      |  |
| 36    | Dominik Windisch       | +4:20,3 min | 1+1+4+1      |  |
| 41    | Johannes Kühn          | +4:45,8 min | 2+1+3+1      |  |
| 43    | Martin Jäger           | +4:51,1 min | 1+3+0+3      |  |
| 44    | Thierry Langer         | +4:51,4 min | 0+1+0+2      |  |
| 45    | Felix Leitner          | +4:52,0 min | 1+0+3+1      |  |
| 48    | Niklas Hartweg         | +5:04,0 min | 2+2+0+1      |  |

Weltmeister 2020:  Émilien Jacquelin
Start: Sonntag, 14. Februar 2021, 13:15 Uhr
Gemeldet und am Start: 60 Athleten, überrundet: 2

#### Einzel 20 km
| Platz | Sportler               | Zeit        | Schießfehler |  |
| ----- | ---------------------- | ----------- | ------------ |  |
| 1     | Sturla Holm Lægreid    | 49:27,6 min | 0+0+0+0      |  |
| 2     | Arnd Peiffer           | +16,9 s     | 0+0+0+0      |  |
| 3     | Johannes Dale          | +40,9 s     | 0+1+0+0      |  |
| 4     | Quentin Fillon Maillet | +1:12,9 min | 1+0+1+0      |  |
| 5     | Johannes Thingnes Bø   | +1:13,5 min | 0+1+0+1      |  |
| 6     | Said Karimulla Chalili | +1:45,3 min | 0+0+0+0      |  |
| 7     | Simon Eder             | +1:59,7 min | 0+1+0+0      |  |
| 8     | Benedikt Doll          | +2:06,9 min | 1+1+0+0      |  |
| 9     | Artem Pryma            | +2:31,2 min | 0+0+0+1      |  |
| 10    | Roman Rees             | +2:31,6 min | 0+0+1+0      |  |
|       |                        |             |              |  |
| 14    | Felix Leitner          | +3:17,1 min | 0+1+0+1      |  |
| 17    | Jeremy Finello         | +3:35,2 min | 1+1+0+1      |  |
| 19    | Lukas Hofer            | +3:42,0 min | 1+0+1+2      |  |
| 20    | Florent Claude         | +3:45,2 min | 0+0+0+1      |  |
| 24    | Johannes Kühn          | +3:58,1 min | 0+2+0+1      |  |
| 34    | Julian Eberhard        | +4:45,5 min | 2+0+1+1      |  |
| 43    | Serafin Wiestner       | +5:08,9 min | 1+1+1+0      |  |
| 45    | Dominik Windisch       | +5:17,7 min | 1+3+1+0      |  |
| 47    | Benjamin Weger         | +5:20,0 min | 2+1+0+0      |  |
| 49    | David Komatz           | +5:30,2 min | 0+0+2+1      |  |
| 60    | Didier Bionaz          | +5:58,6 min | 0+2+0+2      |  |
| 71    | Tommaso Giacomel       | +7:22,3 min | 1+1+2+2      |  |
| 75    | Martin Jäger           | +7:39,3 min | 1+3+0+1      |  |

Weltmeister 2020:  Martin Fourcade
Start: Mittwoch, 17. Februar 2021, 14:30 Uhr
Gemeldet und am Start: 101 Athleten, nicht beendet: 1

#### Massenstart 15 km
| Platz | Sportler               | Zeit        | Schießfehler |  |
| ----- | ---------------------- | ----------- | ------------ |  |
| 1     | Sturla Holm Lægreid    | 36:27,2 min | 0+0+0+1      |  |
| 2     | Johannes Dale          | +10,2 s     | 0+1+1+0      |  |
| 3     | Quentin Fillon Maillet | +12,8 s     | 1+1+0+0      |  |
| 4     | Simon Eder             | +23,1 s     | 0+0+0+1      |  |
| 5     | Jakov Fak              | +30,0 s     | 0+0+0+1      |  |
| 6     | Tarjei Bø              | +33,3 s     | 0+1+0+1      |  |
| 7     | Lukas Hofer            | +39,7 s     | 0+1+0+1      |  |
| 8     | Johannes Thingnes Bø   | +45,4 s     | 2+0+2+1      |  |
| 9     | Alexander Loginow      | +50,0 s     | 0+1+0+1      |  |
| 10    | Sebastian Samuelsson   | +59,7 s     | 0+0+2+1      |  |
|       |                        |             |              |  |
| 12    | Arnd Peiffer           | +1:09,2 min | 0+0+1+2      |  |
| 23    | Benedikt Doll          | +2:58,5 min | 3+0+1+2      |  |
| 24    | Thomas Bormolini       | +3:03,5 min | 1+0+1+0      |  |
| 25    | Florent Claude         | +3:20,7 min | 0+1+1+1      |  |

Weltmeister 2020:  Johannes Thingnes Bø
Start: Sonntag, 21. Februar 2021, 15:15 Uhr
Gemeldet und am Start: 30 Athleten

#### Staffel 4 × 7,5 km
| Platz | Land        | Sportler                                                                      | Zeit        | Strafrunden + Nachlader         |
| ----- | ----------- | ----------------------------------------------------------------------------- | ----------- | ------------------------------- |
| 1     | Norwegen    | Sturla Holm Lægreid Tarjei Bø Johannes Thingnes Bø Vetle Sjåstad Christiansen | 1:12:27,4 h | 0+1 0+1 0+0 0+3 0+1 0+0 0+0 0+2 |
| 2     | Schweden    | Peppe Femling Jesper Nelin Martin Ponsiluoma Sebastian Samuelsson             | +33,1 s     | 0+3 0+0 0+1 0+0 0+2 0+1 0+0 0+0 |
| 3     | RBU         | Said Karimulla Chalili Matwei Jelissejew Alexander Loginow Eduard Latypow     | +50,9 s     | 0+2 0+0 0+0 0+1                 |
| 4     | Frankreich  | Antonin Guigonnat Quentin Fillon Maillet Simon Desthieux Émilien Jacquelin    | +1:02,0 min | 0+0 0+3 0+1 1+3 0+0 0+1 0+0 0+3 |
| 5     | Ukraine     | Bohdan Zymbal Dmytro Pidrutschnyj Artem Pryma Anton Dudtschenko               | +1:12,7 min | 0+0 0+0 0+1 0+0 0+2 0+1         |
| 6     | Italien     | Didier Bionaz Lukas Hofer Tommaso Giacomel Dominik Windisch                   | +1:35,5 min | 0+0 0+3 0+2 0+3 0+0 1+3         |
| 7     | Deutschland | Erik Lesser Roman Rees Arnd Peiffer Benedikt Doll                             | +1:43,2 min | 0+1 0+2 0+0 0+0 0+1 0+0         |
| 8     | Slowenien   | Miha Dovžan Jakov Fak Rok Tršan Alex Cisar                                    | +1:44,3 min | 0+1 0+3 0+0 0+1 0+1 0+0 0+2 0+0 |
| 9     | Belarus     | Mikita Labastau Anton Smolski Maksim Warabej Dsmitryj Lasouski                | +2:25,4 min | 0+0 0+1 0+3 0+0 0+2 0+0 0+0 0+3 |
| 10    | Österreich  | David Komatz Simon Eder Felix Leitner Julian Eberhard                         | +2:31,1 min | 0+0 1+3 0+0 0+0 0+1 0+0 0+2 0+0 |
| 11    | Schweiz     | Niklas Hartweg Benjamin Weger Jeremy Finello Serafin Wiestner                 | +2:48,3 min | 0+1 0+0 0+1 0+1 0+0 1+3 0+0 2+3 |
|       |             |                                                                               |             |                                 |
| 23    | Belgien     | Thierry Langer Tom Lahaye-Goffart César Beauvais Florent Claude               | überrundet  | 0+0 0+0 0+2 0+1 2+3 0+2         |

Weltmeister 2020:  Frankreich (Émilien Jacquelin, Martin Fourcade, Simon Desthieux, Quentin Fillon Maillet)
Gemeldet und am Start: 27 Nationen, überrundet: 8

### Frauen

#### Sprint 7,5 km
| Platz | Sportler                | Zeit        | Schießfehler |  |
| ----- | ----------------------- | ----------- | ------------ |  |
| 1     | Tiril Eckhoff           | 21:18,7 min | 0+0          |  |
| 2     | Anaïs Chevalier-Bouchet | +12,0 s     | 0+1          |  |
| 3     | Hanna Sola              | +14,4 s     | 0+0          |  |
| 4     | Denise Herrmann         | +22,3 s     | 0+1          |  |
| 5     | Lisa Vittozzi           | +37,7 s     | 0+0          |  |
| 6     | Marte Olsbu Røiseland   | +43,5 s     | 0+2          |  |
| 7     | Lena Häcki              | +49,5 s     | 1+0          |  |
| 8     | Franziska Preuß         | +50,4 s     | 0+1          |  |
| 9     | Lisa Hauser             | +50,5 s     | 1+1          |  |
| 10    | Hanna Öberg             | +58,8 s     | 0+1          |  |
|       |                         |             |              |  |
| 12    | Vanessa Hinz            | +1:08,5 min | 0+1          |  |
| 15    | Selina Gasparin         | +1:12,7 min | 0+2          |  |
| 20    | Dorothea Wierer         | +1:21,9 min | 1+1          |  |
| 24    | Irene Lardschneider     | +1:31,7 min | 0+0          |  |
| 27    | Elisa Gasparin          | +1:45,9 min | 0+1          |  |
| 31    | Janina Hettich          | +1:52,2 min | 0+2          |  |
| 33    | Aita Gasparin           | +1:52,6 min | 2+0          |  |
| 38    | Dunja Zdouc             | +1:59,1 min | 0+2          |  |
| 39    | Katharina Innerhofer    | +2:05,7 min | 1+2          |  |
| 63    | Julia Schwaiger         | +2:54,8 min | 3+0          |  |
| 79    | Federica Sanfilippo     | +3:38,7 min | 1+3          |  |
| 86    | Rieke de Maeyer         | +4:10,3 min | 0+0          |  |

Weltmeisterin 2020:  Marte Olsbu Røiseland
Start: Samstag, 13. Februar 2021, 14:30 Uhr
Gemeldet und am Start: 99 Athletinnen

#### Verfolgung 10 km
| Platz | Sportler                   | Zeit        | Schießfehler |  |
| ----- | -------------------------- | ----------- | ------------ |  |
| 1     | Tiril Eckhoff              | 30:38,1 min | 1+0+1+0      |  |
| 2     | Lisa Hauser                | +17,3 s     | 1+0+0+0      |  |
| 3     | Anaïs Chevalier-Bouchet    | +33,0 s     | 0+1+0+1      |  |
| 4     | Dorothea Wierer            | +45,2 s     | 0+0+0+0      |  |
| 5     | Franziska Preuß            | +49,3 s     | 0+0+2+0      |  |
| 6     | Vanessa Hinz               | +1:05,1 min | 0+0+0+0      |  |
| 7     | Olena Pidhruschna          | +1:13,9 min | 0+0+0+0      |  |
| 8     | Denise Herrmann            | +1:16,3 min | 1+0+0+2      |  |
| 9     | Marte Olsbu Røiseland      | +1:26,5 min | 0+0+1+2      |  |
| 10    | Ingrid Landmark Tandrevold | +1:34,1 min | 0+0+0+2      |  |
| 11    | Dunja Zdouc                | +1:34,7 min | 0+0+0+0      |  |
| 12    | Lena Häcki                 | +1:52,2 min | 2+0+0+1      |  |
|       |                            |             |              |  |
| 15    | Selina Gasparin            | +2:14,5 min | 0+1+1+1      |  |
| 28    | Elisa Gasparin             | +3:04,7 min | 0+0+1+1      |  |
| 34    | Janina Hettich             | +3:30,0 min | 0+1+1+1      |  |
| 35    | Aita Gasparin              | +3:34,2 min | 0+2+0+1      |  |
| 37    | Katharina Innerhofer       | +3:35,9 min | 0+0+3+2      |  |
| 51    | Irene Lardschneider        | +4:58,3 min | 0+2+1+0      |  |

Weltmeisterin 2020:  Dorothea Wierer
Start: Sonntag, 14. Februar 2021, 15:30 Uhr
Gemeldet und am Start: 60 Athletinnen, nicht beendet: 1

#### Einzel 15 km
| Platz | Sportlerin                 | Zeit         | Schießfehler |  |
| ----- | -------------------------- | ------------ | ------------ |  |
| 1     | Markéta Davidová           | 42:27,7 min  | 0+0+0+0      |  |
| 2     | Hanna Öberg                | +27,9 s      | 0+0+1+0      |  |
| 3     | Ingrid Landmark Tandrevold | +1:04,0 min  | 0+1+0+0      |  |
| 4     | Lisa Hauser                | +1:52,2 min  | 0+0+0+2      |  |
| 5     | Swetlana Mironowa          | +2:05,8 min  | 0+0+1+1      |  |
| 6     | Selina Gasparin            | +2:09,6 min  | 1+0+0+1      |  |
| 7     | Franziska Preuß            | +2:14,4 min  | 0+1+0+1      |  |
| 8     | Irene Cadurisch            | +2:15,2 min  | 0+0+0+1      |  |
| 9     | Dorothea Wierer            | +2:20,2 min  | 0+0+1+1      |  |
| 10    | Julia Schwaiger            | +2:20,8 min  | 0+1+0+0      |  |
|       |                            |              |              |  |
| 12    | Lena Häcki                 | +2:24,6 min  | 1+1+0+0      |  |
| 15    | Denise Herrmann            | +2:29,7 min  | 1+1+0+0      |  |
| 19    | Elisa Gasparin             | +2:59,8 min  | 0+0+0+1      |  |
| 33    | Vanessa Hinz               | +4:16,9 min  | 0+1+1+1      |  |
| 34    | Maren Hammerschmidt        | +4:20,7 min  | 1+0+0+1      |  |
| 42    | Dunja Zdouc                | +4:40,1 min  | 0+1+1+1      |  |
| 46    | Katharina Innerhofer       | +5:04,5 min  | 0+2+0+3      |  |
| 83    | Federica Sanfilippo        | +10:03,4 min | 2+1+3+2      |  |
| 85    | Irene Lardschneider        | +10:42,3 min | 2+2+0+2      |  |

Weltmeisterin 2020:  Dorothea Wierer
Start: Dienstag, 16. Februar 2021, 12:05 Uhr
Gemeldet: 98 Athletinnen, nicht am Start: 1, nicht beendet: 4

#### Massenstart 12,5 km
| Platz | Sportler                   | Zeit        | Schießfehler |  |
| ----- | -------------------------- | ----------- | ------------ |  |
| 1     | Lisa Hauser                | 36:05,7 min | 0+0+0+0      |  |
| 2     | Ingrid Landmark Tandrevold | +21,7 s     | 0+0+1+0      |  |
| 3     | Tiril Eckhoff              | +23,0 s     | 1+0+1+1      |  |
| 4     | Marte Olsbu Røiseland      | +23,6 s     | 0+1+0+0      |  |
| 5     | Lisa Vittozzi              | +48,9 s     | 0+1+0+0      |  |
| 6     | Franziska Preuß            | +52,6 s     | 1+0+1+0      |  |
| 7     | Hanna Öberg                | +57,7 s     | 1+0+1+0      |  |
| 8     | Dorothea Wierer            | +1:05,3 min | 1+0+1+1      |  |
| 9     | Baiba Bendika              | +1:14,3 min | 0+0+0+2      |  |
| 10    | Vanessa Hinz               | +1:21,2 min | 0+0+1+0      |  |
|       |                            |             |              |  |
| 15    | Lena Häcki                 | +2:06,6 min | 1+0+1+1      |  |
| 18    | Selina Gasparin            | +2:20,9 min | 0+2+1+1      |  |
| 21    | Elisa Gasparin             | +2:38,6 min | 0+0+2+1      |  |

Weltmeisterin 2020:  Marte Olsbu Røiseland
Start: Sonntag, 21. Februar 2021, 12:30 Uhr
Gemeldet und am Start: 30 Athletinnen

#### Staffel 4 × 6 km
| Platz | Land        | Sportler                                                                 | Zeit        | Strafrunden + Nachlader         |
| ----- | ----------- | ------------------------------------------------------------------------ | ----------- | ------------------------------- |
| 1     | Norwegen    | Ingrid Landmark Tandrevold Tiril Eckhoff Ida Lien Marte Olsbu Røiseland  | 1:10:39,0 h | 0+0 0+1 0+2 0+1 0+1 0+2 0+3 0+1 |
| 2     | Deutschland | Vanessa Hinz Janina Hettich Denise Herrmann Franziska Preuß              | +8,8 s      | 0+0 0+0 0+2 0+0 0+3 0+0 0+0 0+0 |
| 3     | Ukraine     | Anastassija Merkuschyna Julija Dschyma Darija Blaschko Olena Pidhruschna | +9,2 s      | 0+1 0+0 0+1 0+2 0+1 0+0 0+0 0+2 |
| 4     | Belarus     | Iryna Kryuko Dsinara Alimbekawa Hanna Sola Jelena Krutschinkina          | +28,8 s     | 0+2 0+0 0+0 0+0 0+1 0+2 0+2 0+1 |
| 5     | Schweden    | Johanna Skottheim Linn Persson Elvira Öberg Hanna Öberg                  | +47,9 s     | 0+1 0+2 0+3 0+0 0+2 0+0 0+1 0+0 |
| 6     | Polen       | Kinga Zbylut Monika Hojnisz-Staręga Kamila Żuk Anna Mąka                 | +52,1 s     | 0+0 0+1 0+0 0+0 0+1 0+1 0+1 0+2 |
| 7     | Österreich  | Dunja Zdouc Katharina Innerhofer Julia Schwaiger Lisa Hauser             | +1:04,3 min | 0+3 0+2 0+2 0+3 0+1 0+1 0+2 0+1 |
| 8     | Frankreich  | Anaïs Bescond Anaïs Chevalier-Bouchet Chloé Chevalier Julia Simon        | +1:15,2 min | 0+0 0+0 0+0 0+1 0+1 0+0 0+2 0+1 |
| 9     | Italien     | Lisa Vittozzi Michela Carrara Federica Sanfilippo Dorothea Wierer        | +1:28,1 min | 0+0 0+0 0+3 0+1 0+3 0+2 0+0 0+0 |
| 10    | Tschechien  | Jessica Jislová Eva Puskarčíková Markéta Davidová Lucie Charvátová       | +1:40,4 min | 0+0 0+2 0+1 0+0 0+0 0+0 0+2 0+1 |
|       |             |                                                                          |             |                                 |
| 12    | Schweiz     | Aita Gasparin Selina Gasparin Elisa Gasparin Lena Häcki                  | +4:00,7 min | 0+1 0+1 1+3 0+1 0+0 0+2 0+2 0+3 |

Weltmeisterinnen 2020:  Norwegen (Synnøve Solemdal, Ingrid Landmark Tandrevold, Tiril Eckhoff, Marte Olsbu Røiseland)
Gemeldet und am Start: 23 Nationen, überrundet: 3

### Mixed

#### Mixed-Staffel 4 × 7,5 km
| Platz | Land        | Sportler                                                                     | Zeit        | Strafrunden + Nachlader         |
| ----- | ----------- | ---------------------------------------------------------------------------- | ----------- | ------------------------------- |
| 1     | Norwegen    | Sturla Holm Lægreid Johannes Thingnes Bø Tiril Eckhoff Marte Olsbu Røiseland | 1:20:19,3 h | 0+0 0+1 0+1 0+1 0+2 0+2 0+1 0+3 |
| 2     | Österreich  | David Komatz Simon Eder Dunja Zdouc Lisa Hauser                              | +27,0 s     | 0+1 0+0 0+0 0+0 0+0 0+1         |
| 3     | Schweden    | Sebastian Samuelsson Martin Ponsiluoma Linn Persson Hanna Öberg              | +30,6 s     | 0+0 0+2 0+1 0+2 0+0 0+1 0+2 0+0 |
| 4     | Ukraine     | Artem Pryma Dmytro Pidrutschnyj Julija Dschyma Olena Pidhruschna             | +31,1 s     | 0+1 0+0 0+1 0+2 0+1 0+0 0+0 0+3 |
| 5     | Frankreich  | Émilien Jacquelin Quentin Fillon Maillet Anaïs Chevalier-Bouchet Julia Simon | +46,2 s     | 0+2 0+0 0+2 0+1 0+1 1+3 0+1 0+0 |
| 6     | Italien     | Didier Bionaz Lukas Hofer Dorothea Wierer Lisa Vittozzi                      | +58,9 s     | 0+2 0+1 0+0 0+1 0+1 0+0         |
| 7     | Deutschland | Erik Lesser Arnd Peiffer Denise Herrmann Franziska Preuß                     | +1:04,9 min | 0+1 0+3 0+0 0+1 0+0 0+3 0+1 0+2 |
| 8     | Kanada      | Christian Gow Scott Gow Nadia Moser Emma Lunder                              | +2:06,0 min | 0+0 0+1 0+0 0+3 0+1 0+0         |
| 9     | RBU         | Alexander Loginow Eduard Latypow Swetlana Mironowa Uljana Kaischewa          | +2:11,4 min | 0+2 0+1 0+3 0+0 0+0 2+3 0+0 0+0 |
| 10    | Schweiz     | Benjamin Weger Jeremy Finello Selina Gasparin Lena Häcki                     | +2:38,5 min | 0+1 0+1 0+0 0+1 0+0 0+0 0+3 1+3 |
|       |             |                                                                              |             |                                 |
| 21    | Belgien     | Florent Claude Thierry Langer Lotte Lie Rieke de Maeyer                      | +6:31,1 min | 0+2 0+0 0+0 0+0 0+0 0+1 0+1 0+0 |

Weltmeister 2020:  Norwegen (Marte Olsbu Røiseland, Tiril Eckhoff, Tarjei Bø, Johannes Thingnes Bø)
Gemeldet und am Start: 27 Nationen, überrundet: 3

#### Single-Mixed-Staffel 6 km + 7,5 km
| Platz | Land        | Sportler                           | Zeit        | Strafrunden + Nachlader         |
| ----- | ----------- | ---------------------------------- | ----------- | ------------------------------- |
| 1     | Frankreich  | Antonin Guigonnat Julia Simon      | 36:42,4 min | 0+2 0+1 0+0 0+0 0+1 0+1         |
| 2     | Norwegen    | Johannes Thingnes Bø Tiril Eckhoff | +2,8 s      | 0+1 0+2 0+1 0+1 0+3 0+1 0+0 0+0 |
| 3     | Schweden    | Sebastian Samuelsson Hanna Öberg   | +22,6 s     | 0+2 0+1 0+0 0+1 0+2 0+1         |
| 4     | Ukraine     | Artem Pryma Darija Blaschko        | +35,9 s     | 0+1 0+1 0+0 0+0 0+0 0+1         |
| 5     | Italien     | Lukas Hofer Dorothea Wierer        | +55,2 s     | 0+0 0+1 0+0 0+0 0+1 0+1 0+0 1+3 |
| 6     | Österreich  | Simon Eder Lisa Hauser             | +1:03,5 min | 0+0 0+0 0+1 0+0 0+1 0+2 0+0 1+3 |
| 7     | Deutschland | Erik Lesser Franziska Preuß        | +1:21,2 min | 0+1 1+3 0+2 0+2 0+1 0+0         |
| 8     | Kanada      | Christian Gow Emma Lunder          | +1:24,4 min | 0+0 0+2 0+1 0+1 0+0 0+0 0+2 0+0 |
| 9     | Schweiz     | Benjamin Weger Irene Cadurisch     | +1:50,2 min | 0+1 0+1 0+0 0+0 1+3 0+1 0+0 0+3 |
| 10    | Estland     | Rene Zahkna Johanna Talihärm       | +1:56,4 min | 0+2 0+0 1+3 0+1 0+1 0+0 0+0 0+0 |
|       |             |                                    |             |                                 |
| 15    | Belgien     | Florent Claude Lotte Lie           | +2:38,9 min | 0+1 0+0 0+0 0+0 0+1 0+0 0+0 0+2 |

Weltmeister 2020:  Norwegen (Marte Olsbu Røiseland, Johannes Thingnes Bø)
Gemeldet und am Start: 28 Nationen, überrundet: 1